# Némir (rappeur)
Pour les articles homonymes, voir Nemir.
Némir, est un chanteur et rappeur français, né le 23 juin 1984 à Perpignan (Pyrénées-Orientales).

## Biographie

### Enfance et origine
Némir naît à Perpignan le 23 juin 1984, de parents d’origines marocaine et algérienne puis grandi dans le quartier Saint-Jacques à Perpignan. Il fait des études de sociologie.

### Début
Il commence le rap dans l'underground avant de remporter le tremplin Buzz Booster en 2010. En septembre 2012, il publie le clip de Wake Up avec Alpha Wann, suivi un mois plus tard par Ailleurs où figure Deen Burbigo.
En 2013, il fait quelques premières parties lors de la tournée Racine Carrée de l'artiste belge Stromae.
Némir a participé en 2014 à la première édition d'AbbéRoad, concert caritatif de la Fondation Abbé Pierre.
Après la sortie du EP Hors série en 2018 publie son premier album solo le 6 septembre 2019 chez Capitol Music France.

## Discographie
- Next Level vol. 1 (2009)
- Next Level vol. 2 (2010)
- Ailleurs (2012)
- Hors Serie EP (2018)
- Nemir (2019)
- ORA (2021)

### Participations
- 2007 : Classe Affaire feat. Youssoupha, S-pri et Unité de Valeur sur la Mixtape Spéciale Avant l'Album de Youssoupha
- 2009 :
  - Affaire conclue feat. Ekoué (La Rumeur), Rachid la Hyène, Le Téléphone Arabe sur la street-tape
  - Nord Surd Est Ouest vol.2 de La Rumeur
- 2011 : Gens de Passage feat. Grems
- 2012 :
  - Chaque jour feat. Veerus, sur l'EP Apex de Veerus
  - Monnaie courante feat Deen Burbigo, Gros Mo, Eff Gee et Carlito
  - On Prend le contrôle feat. Eff Gee et Espiiem, extrait de l'EP Keskon Eff de Eff Gee
- 2013 : Les années passent feat. Kenyon sur la mixtape Le Cas Local vol.2 de Kenyon
- 2014 :
  - Les Portes du Pénitencier feat. Nekfeu, Soprano & Alonzo, extrait de la compilation Shtar Academy
  - J'résiste feat. Deen Burbigo, sur l'EP Fin d'après minuit de Deen Burbigo
  - Global feat. Dillon Cooper pour Wrung
  - Click Bang et Gimmick feat. Gros Mo, extrait de l'EP Fils de Pute de Gros Mo
- 2015 :
  - Le Score feat. Youssoupha extrait de l'album NGRTD de Youssoupha
  - Princesse feat. Nekfeu extrait de l'album Feu de Nekfeu
  - Those Rays de Naâman sur l'album Rays Of Resistance
- 2016 :
  - il apparaît sur l'album de Nekfeu avec Le regard des gens en feat avec Doums et Mekra, membre du $-Crew
  - Comme d'hab feat. Kacem Wapalek extrait de l'album Je vous salis ma rue de Kacem Wapalek
- 2017 : il apparaît sur l'album de Deen Burbigo dans Freedom
- 2018 :
  - Il apparaît sur l'album de S.Pri Noir dans Mon Crew et dans l'EP Kintsugi, où il interprète Béton Brûlant avec le groupe nîmois VSO.
  - Il apparaît également sur le premier album solo de Gringe, Enfant Lune, dans le morceau Jusqu'où elle m'aime.
  - Et il apparaît dans un featuring avec Kikesa sur le morceau QUAND ÇA S’ARRÊTE
- 2019 : 
  - J'y crois encore sur l'EP Deus Ex Machina de Sam's
  - Elle pleut sur l’album Les Étoiles Vagabondes de Nekfeu
  - Moi et mes toi sur l’album Boys and Girl de Deluxe
  - Sur Ma Vie sur son 1er album avec Alpha Wann
  - Je plane sur son 1er album avec Kikesa
- 2020 : Guépard avec Squeezie
- 2021 : Berkane avec JeanJass
- 2021 : Vibes (single)[9]
- 2023 : Paradis avec Lord Esperanza
- 2023 : Souvenirs avec Vakra
- 2023 : Mektoub avec Tunisiano
- 2023 : La Défaite avec KIK
- 2024 : Baratin avec Dertay
- 2024 : Telecommande avec Myra
- 2025 : Au Départ avec EDGE